# Уейкфийлдска катедрала
Уейкфийлдската катедрала „Вси Светии“ (на английски: Cathedral Church of All Saints, Wakefield Cathedral) е англикански християнски готически храм, разположен в град Уейкфийлд, графство Западен Йоркшър, Англия. Има статус на катедрална църква, като седалище на англиканския епископ на Уейкфийлд.
Катедралата е известна с кулата си, която има най-високия шпил в Йоркшър, доминиращ в панорамата на града.

## История
Катедралата е разположена върху терена на стара саксонска църква в самия център на Уейкфийлд. Останки от старата сграда са разкрити през 1900 година при строителните работи по разширението на източната част на сегашния храм. През 1090 година, крал Уилям II дава старата църква и земи в Уекфийлд на монашеска общност от Луис, Съсекс. Малко след това е издигната нова норманска църква, която до XVI век носи англосаксонското име „All Hallows“, а след Реформацията е наречена „Вси Светии“ (All Saints). През 1888 година е създадена епархията на Уейкфийлд и храмът става нейна катедрала.

## Архитектура
Сградата е първоначално построена в началото на XV век, в т.нар. „перпендикулярен готически стил“. Късносредновековното ѝ излъчване се дължи на реставрацията в периода 1858 – 1874 година от архитекта сър Джордж Гилбърт Скот и неговия син Джон Олдрид Скот. Северният страничен кораб е най-старата част от храма. Северната фасадна стена е от около 1150 година.
В западната част на катедралата се извисява четириетажна кула с високо издигащ се островръх покрив – шпил с височина на върха 75 метра, който е сред доминиращите обекти в панорамата на града.

## Галерия
|  |  | Интериор на главния кораб |
|  |  | ------------------------- |
|  |  |                           |